# محکومین بریتانیایی در استرالیا

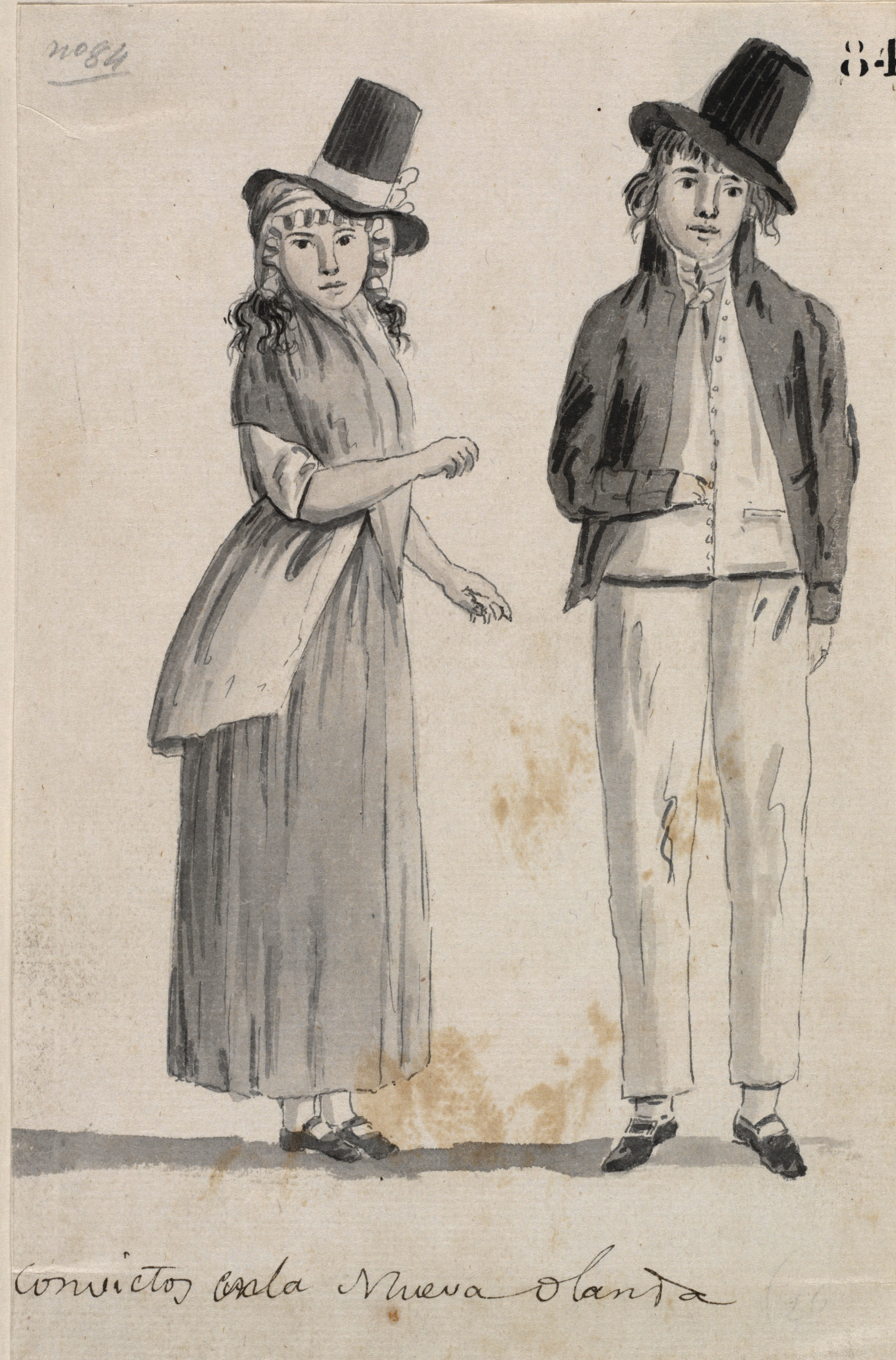
نقاشی از محکومین در هلند نو ۱۷۹۳

بین سال ۱۷۸۸ و ۱۸۶۸ حدود ۱۶۲٬۰۰۰ محکوم دادگاه‌های بریتانیا توسط دولت این کشور برای گذراندن دوران محکومیت خود به استرالیا فرستاده شدند.
سابقه انتقال محکومین به مستعمرات توسط دولت بریتانیا به قرن هفدهم و مستعمرات آمریکایی بر می‌گردد. با کاهش انتقال محکومان به سوی قاره آمریکا در اثر استقلال آمریکا در دهه ۱۷۷۰ میلادی و افزایش محکومان در بریتانیا، مشکل نگهداری محکومان در بریتانیا افزایش یافت. در سال ۱۷۷۰ جیمز کوک شرق استرالیا را مستعمره اعلام کرد و این فرصتی ایده‌آل برای بریتانیا بود تا محکومان را به سرزمین جدید بفرستد. نخستین ناوگان از محکومین در سال ۱۷۸۷ با یازده کشتی به خلیج بوتانی در سیدنی مرکز مستعمره نیو ساوت ولز فرستاده شدند. در دهه ۱۸۳۰ این روند کند شد و آخرین کشتی حامل محکومین در ۱۰ ژانویه ۱۸۶۸ به استرالیای غربی وارد شد.
بسیاری از محکومین به خاطر جرایم عمومی به استرالیا فرستاده شدند اما تعداد قابل توجهی نیز زندانیان سیاسی بودند. بیشتر محکومان جرائم جدی مانند تجاوز به عنف و قتل با مجازات مرگ مواجه بودند و جزو گروه ارسالی قرار نمی‌گرفتند؛ و بنابراین حمل و نقل جرائم است. برخی از محکومان در پایان دوره محکومیت خود در استرالیا ساکن شدند و بعضاً افراد تأثیرگذاری در جامعه جدید شدند. اما داشتن محکومیت به عنوان یک نکته منفی اجتماعی باقی ماند و بعدها استرالیایی‌ها از داشتن سابقه محکومیت توسط گذشتگان خود احساس شرمندگی کردند. این وضعیت بهبود پیدا کرده و امروزه گاه احساسات مثبت نیز با فهمیدن سابقه محکومیت در نسب خانوادگی در استرالیایی‌ها دیده می‌شود. ۲۰ درصد از استرالیایی‌های امروزی از بازماندگان محکومین اولیه هستند.

## دلایل انتقال محکومان

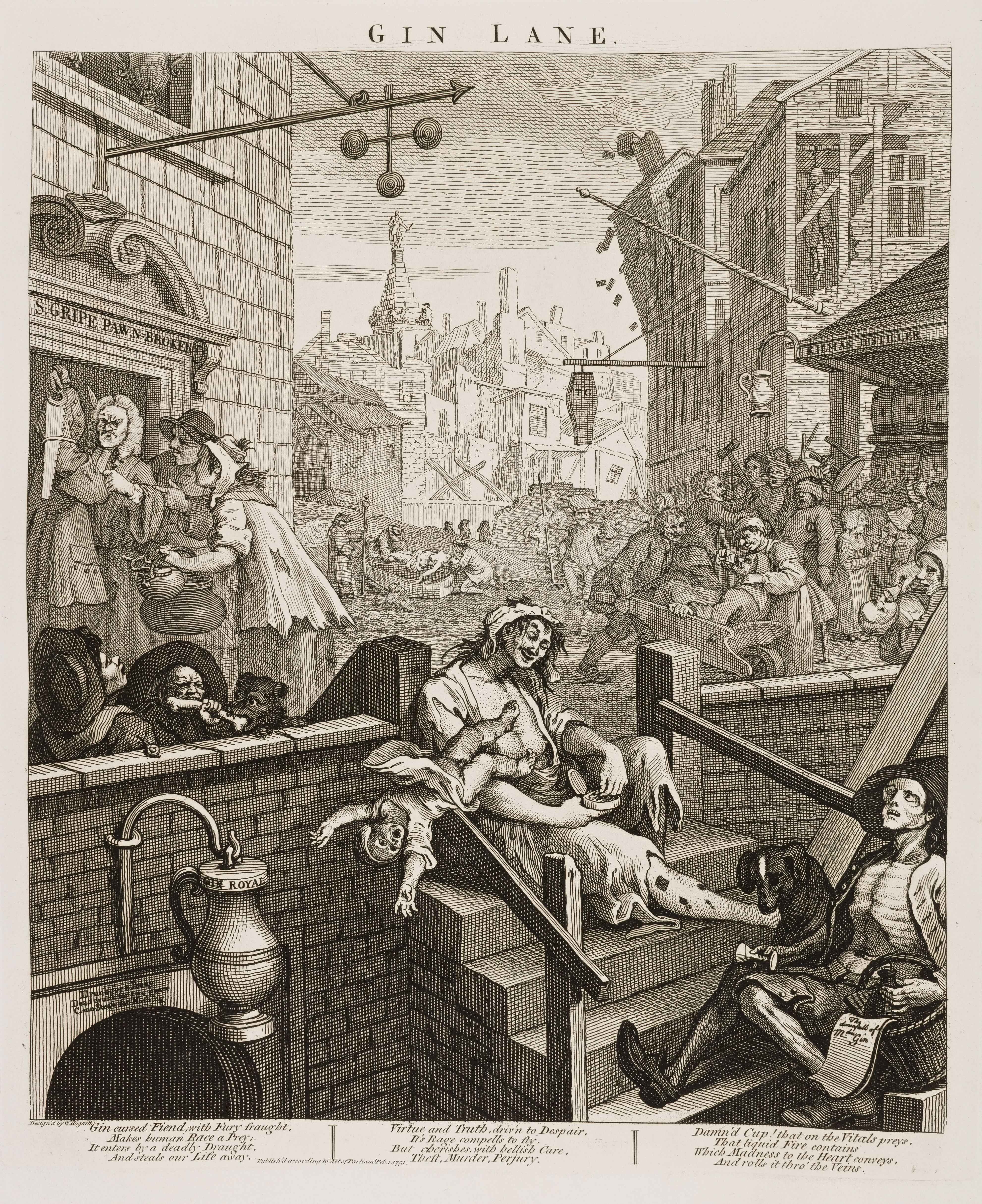
ویلیام Hogarth's, Gin Laneبا ۱۷۵۱

بنا بر نظر رابرت هیوز در کتاب ساحل مرگ آفرین, جمعیت انگلستان و ولز پس از ۱۷۴۰ شروع به رشد کرد و این همزمان با انقلاب آمریکا بود. نتیجه این تحولات لندن پرجمعیت شده بود و خیل بیکاران و مشروبات الکلی به ویژه جین همراه با فقر، بی عدالتی اجتماعی، کودکان کار، شرایط زندگی ناسالم و ساعات کار طولانی اوضاع لندن و بریتانیا را نابسامان کرده بود و موجب جرم و جنایت و محکومین بیشتر شد که برای آن‌ها زندان به اندازه کافی وجود نداشت. این عوامل موجب تقویت انگیزه دولت برای انتقال محکومان به مستعمرات انگلیس به ویژه استرالیا شد.

## زنان
حدود ۲۰ درصد از محکومان و افراد منتقل شده زنان بودند که عمدتاً برای حفاظت از خود مجبور به برقراری ارتباط با افسران یا محکومین مرد می‌شدند. آن‌ها به‌طور معمول به عنوان courtesans نام برده می‌شدند که برابر با کلمه روسپی در انگلستان بود.

## زندانیان سیاسی

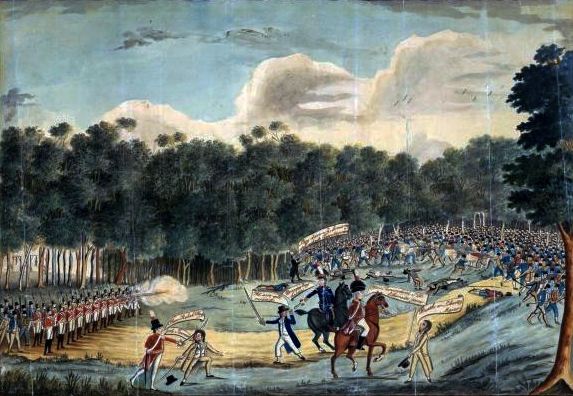
نقاشی از ۱۸۰۴ نشان دهنده شورش در زندان محکومان.

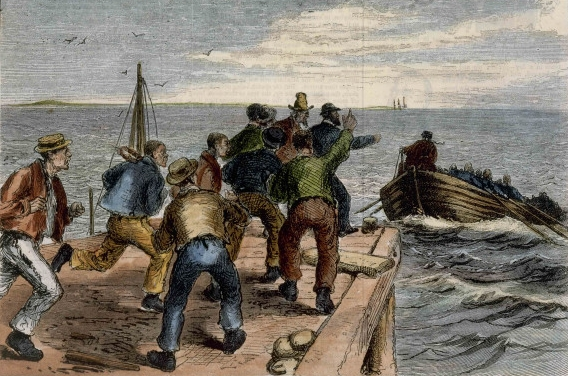
فرار محکومان.

بخش کوچکی از محکومانی که به استرالیا فرستاده شدند زندانیان سیاسی بودند که در شورش‌های مختلف دستگیر و محکوم شده بودند؛ از جمله در غائله‌های لادیسم (۱۸۲۸–۱۸۳۳) و منشورگرایی.

## میراث
در سال ۲۰۱۰ یونسکو ۱۱ سایت زندانهای استرالیا را در فهرست میراث جهانی ثبت کرد.

## محکومان معروف منتقل شده به استرالیا

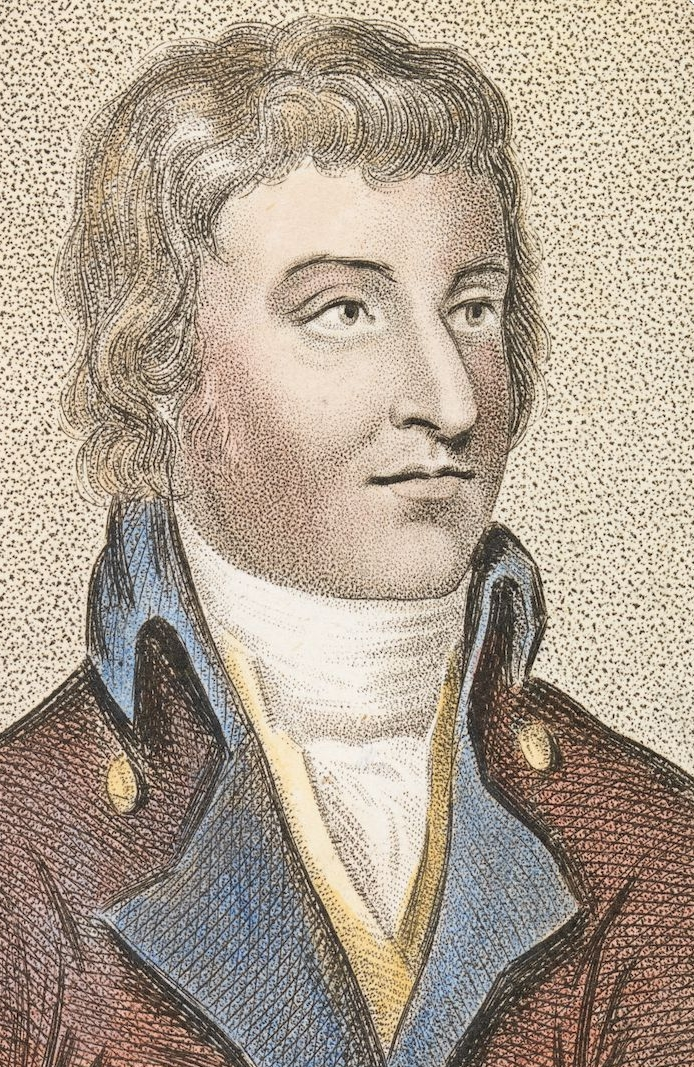
جورج بررینگتن

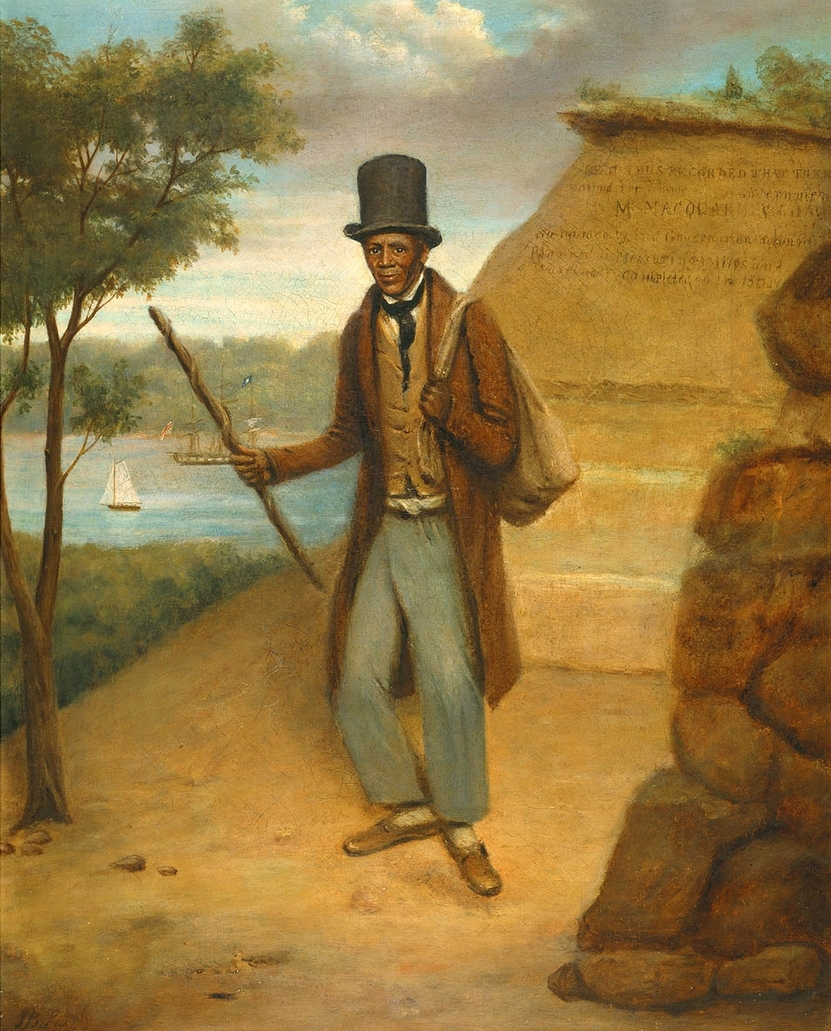
بیلی بلو

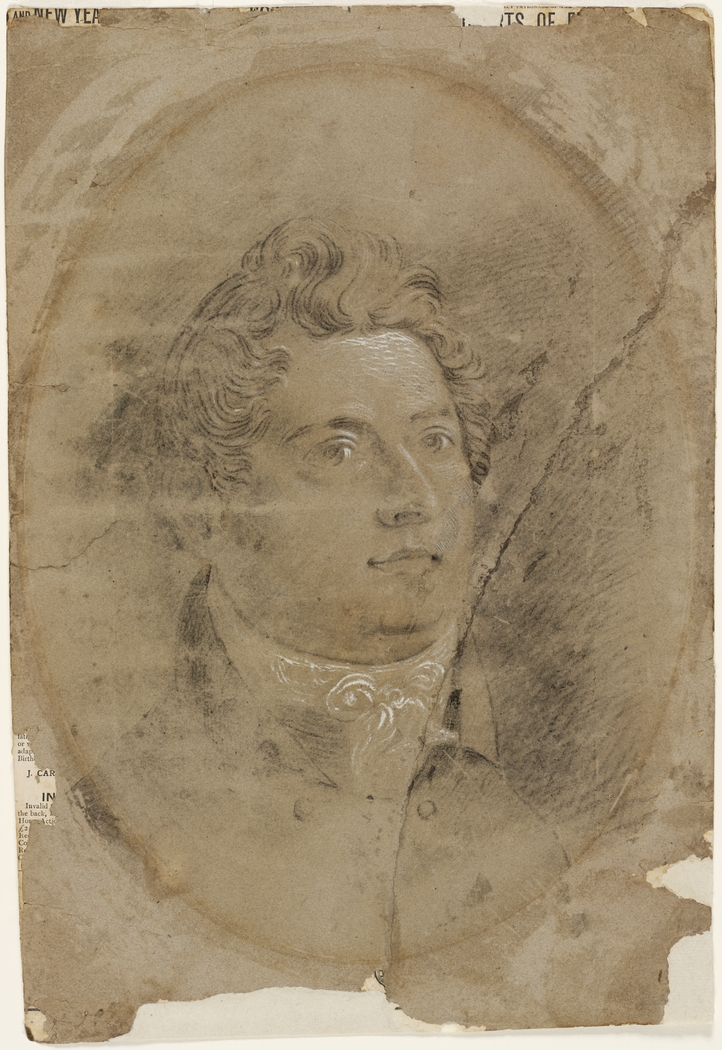
فرانسیس Greenway

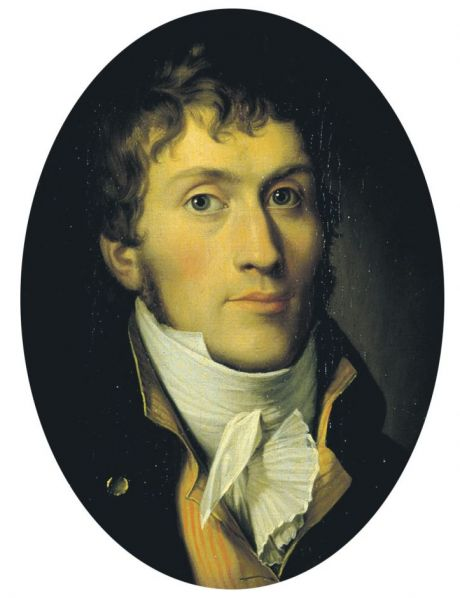
Jørgen Jørgensen

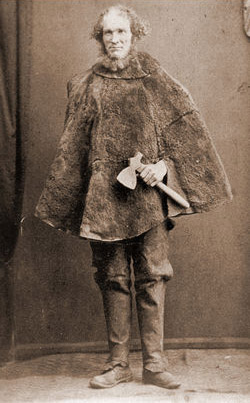
جو موندین